# Theodosius (Archidiakon)
Theodosius der Archidiakon gilt als der Verfasser einer zwischen 518 und 531 entstandenen lateinischen Schrift De situ terrae sanctae („Über die Stätten des Heiligen Landes“). Es handelt sich dabei um eine Art Handbuch für christliche Pilger.

## Person
Nur zwei von zwölf Handschriften des Textes nennen einen Archidiakon bzw. Diakon Theodosius als Autor. Dieser kam wahrscheinlich aus Nordafrika. Darauf deutet in Kapitel 14 die Nennung eines arianischen Klosters als „religionis Vandalorum“ hin. 
Eigene Kenntnis der erwähnten Orte ist aufgrund der zahlreichen Fehler und Auslassungen beim Verfasser eher unwahrscheinlich, er schöpfte aus zahlreichen, ihm vorliegenden schriftlichen Quellen. Da diese Quellen uns heute verloren sind, sind seine daraus geschöpften Angaben umso wertvoller.

## Inhalt des Textes
Der Text macht in seiner zum Teil willkürlichen und inhaltlich springenden Anordnung eher den Eindruck einer Materialsammlung als eines fertigen Textes. Er setzt sich aus sehr unterschiedlichen Teilen zusammen: 
- Itinerar (1–6, 27, 32)
- Pilgerbericht mit Beschreibung der heiligen Stätten in Jerusalem (7–11, 17, 21, 31), Kleinasien (12–13), Ägypten (14), Jordangraben (18–20), Phönikien (23), Asia (26)
- Städtelisten mit Hinweisen zu Heiligen: Kleinasien (15), Arabia (24)
- Bibelexzerpte: Paradiesesgeographie (16), Jordan (22)
- fremde Erzählungen: Urbicius (28), die Perser in Dara (29), Eudoxius über Melitine und Susa (30)
- Provinzliste des Nahen Osten (25)

## Ausgaben und Übersetzungen
- Johann Gildemeister: Theodosius de situ Terrae sanctae im ächten Text und der Breviarius de Hierosolyma vervollständigt. Marcus, Bonn 1892 (Textausgabe, Digitalisat).

- Paul Geyer: Itinera hierosolymitana saecvli IIII–VIII (= Corpus Scriptorum Ecclesiasticorum Latinorum Band 39). Tempsky, Wien 1898, S. 135–150 (Textausgabe, Digitalisat).
  - mit geringfügigen Verbesserungen erneut abgedruckt in Itineraria et alia geographica (= Corpus Christianorum, Series Latina Band 175). Brepols, Turnhout 1965, S. 114–125.
- Herbert Donner: Pilgerfahrt ins Heilige Land. Die ältesten Berichte christlicher Palästinapilger (4.–7. Jahrhundert). Katholisches Bibelwerk, Stuttgart 1979, ISBN 3-460-31841-4, S. 190–225 (deutsche Übersetzung und Kommentar).